# Kostel svaté Kunhuty (Kostelec)
Kostel svaté Kunhuty stojí na návrší nad řekou Jihlavou v Kostelci, okres Jihlava. Původně románský kostel z poloviny 13. století byl goticky upraven a počátkem 19. století rozšířen západní přístavbou lodi. Je chráněn jako kulturní památka.

## Historie
Románský kostel svaté Kunhuty byl postaven v polovině 13. století, na místě starší dřevěné kaple. Zděný kostel tvořila obdélná plochostropá loď, na východě ukončená půlkruhovou apsidou. Vstup do kostela byl portálem v jižní straně lodi. V polovině 15. století došlo k ubourání apsidy a jejímu nahrazení větším, polygonálním kněžištěm s lomenými okny. Na jeho severní straně byla současně zbudována sakristie. Asi ve 2. polovině 17. století
dostala loď valenou klenbu stropu. V této době nebo později byla zbourána sakristie (až na západní stěnu) a nahrazena větší. Někdy před velkou přestavbou roku 1803 bylo vybudováno skladiště, navazující na západní stranu sakristie.
Roku 1803 vytvořil architekt provinčního stavebního ředitelství Josef Dewez projekt přestavby kostela za účelem zvětšení jeho kapacity „pro 700 farníků“. Jeho základem bylo vybudování mohutné, účelově řešené obdélné přístavby lodi na západní straně kostela, navazující na starou loď. Původní západní průčelí bylo strženo. V západním průčelí přístavby byl zřízen nový vchod do kostela. Realizaci zajistil stavební mistr Johann Zeißl, dokončena byla zřejmě roku 1805. V roce 1824 vznikla dřevěná zvonice, roku 1898 přibyl sanktusník nad starou částí kostela.

## Popis
Kostel svaté Kunhuty stojí na západním okraji obce, na ostrohu obtékaném řekou Jihlavou. Obklopuje jej hřbitov, obehnaný ohradní zdí s branou ve východní části. Kostel je orientovaná podélná stavba s pětibokým gotickým kněžištěm. Na něj od západu ve stejné šíři navazuje původní románská loď kostela, s původním vstupním portálem v jižní straně. Ke staré lodi se na západě připojuje širší klasicistní přístavba lodi. V ose jejího západního průčelí je umístěn hlavní vchod. Fasády kostela jsou hladké, s výjimkou západního průčelí, opatřeného štítem a členěného pilastry. Kněžiště je završeno paprsčitou žebrovou klenbou, stará i nová loď a sakristie mají klenbu valenou s výsečemi. V severní stěně kněžiště je kamenný portál, tvořící vstup do sakristie. Na západní straně přístavby stojí hudební kruchta, podklenutá křížovou klenbou.
Zařízení kostela sestává především z hlavního oltáře ze 2. poloviny 18. století a kamenné křtitelnice z roku 1623. Zvon ve věži je datován 1546.
Před jižním portálem jsou v zemi uloženy náhrobní kameny z 1. poloviny 17. století. Východně u kněžiště stojí (sem přenesená) kamenná boží muka datovaná 1752.

## Galerie

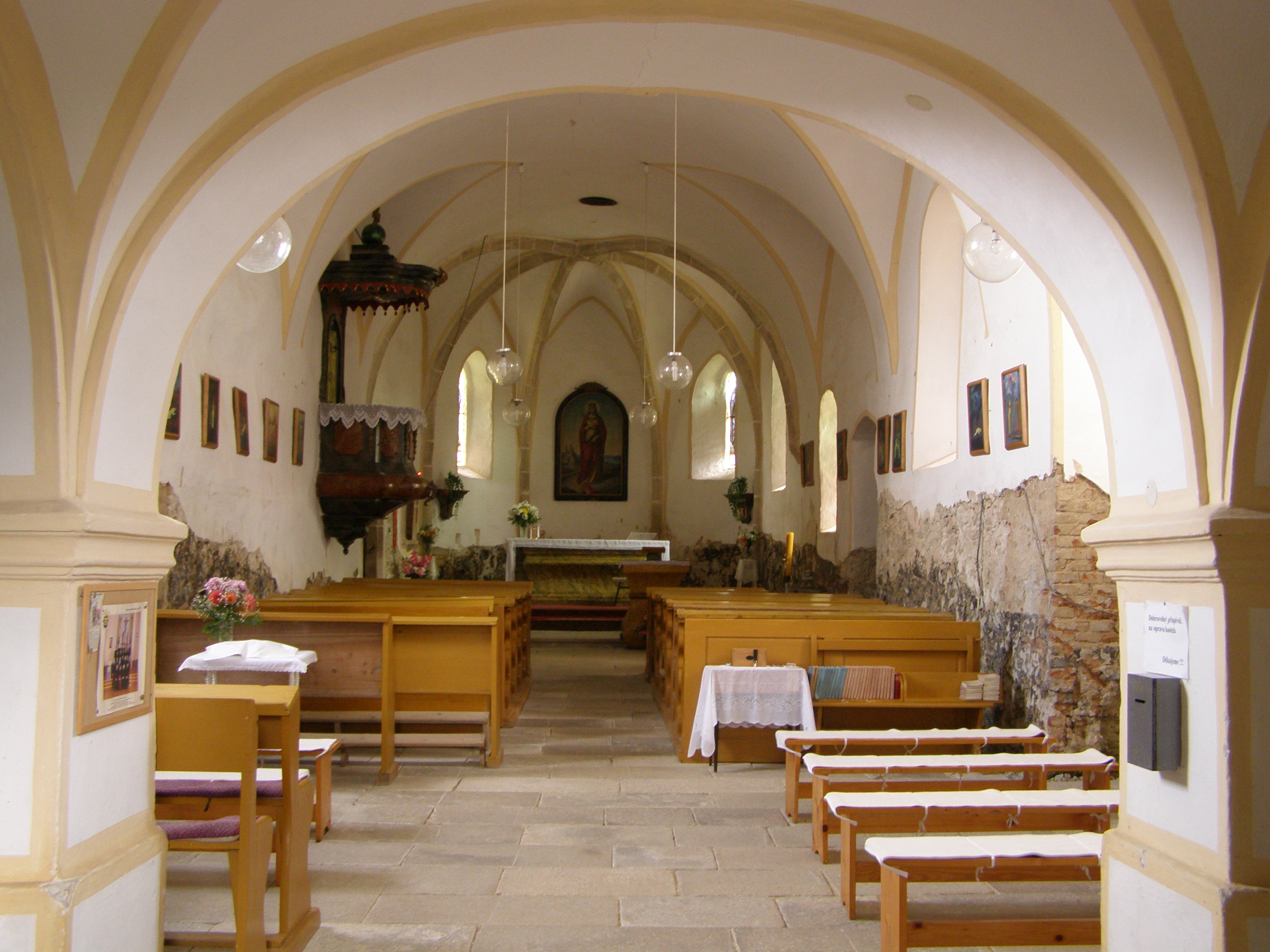
interiér kostela
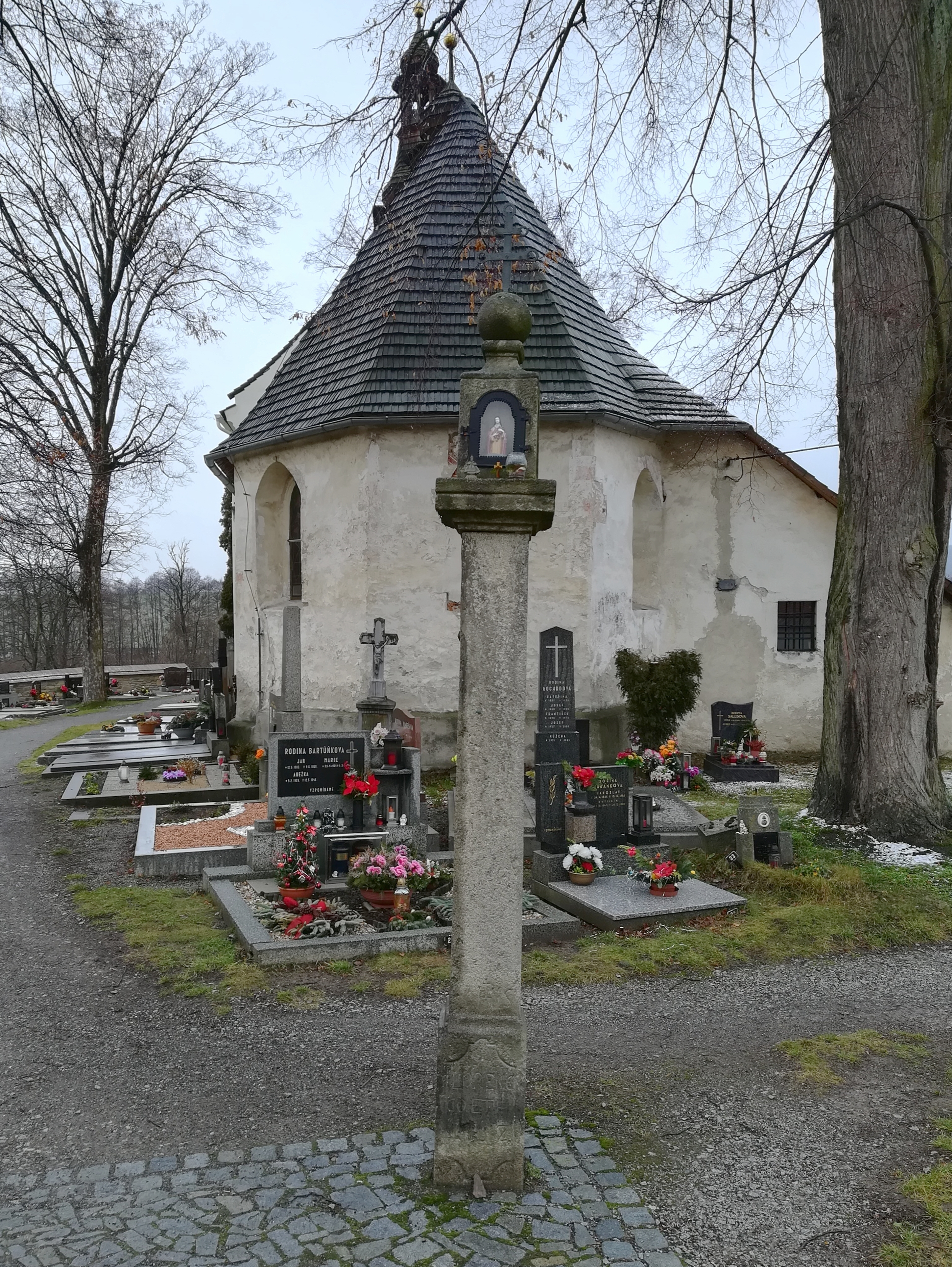
závěr kostela a boží muka
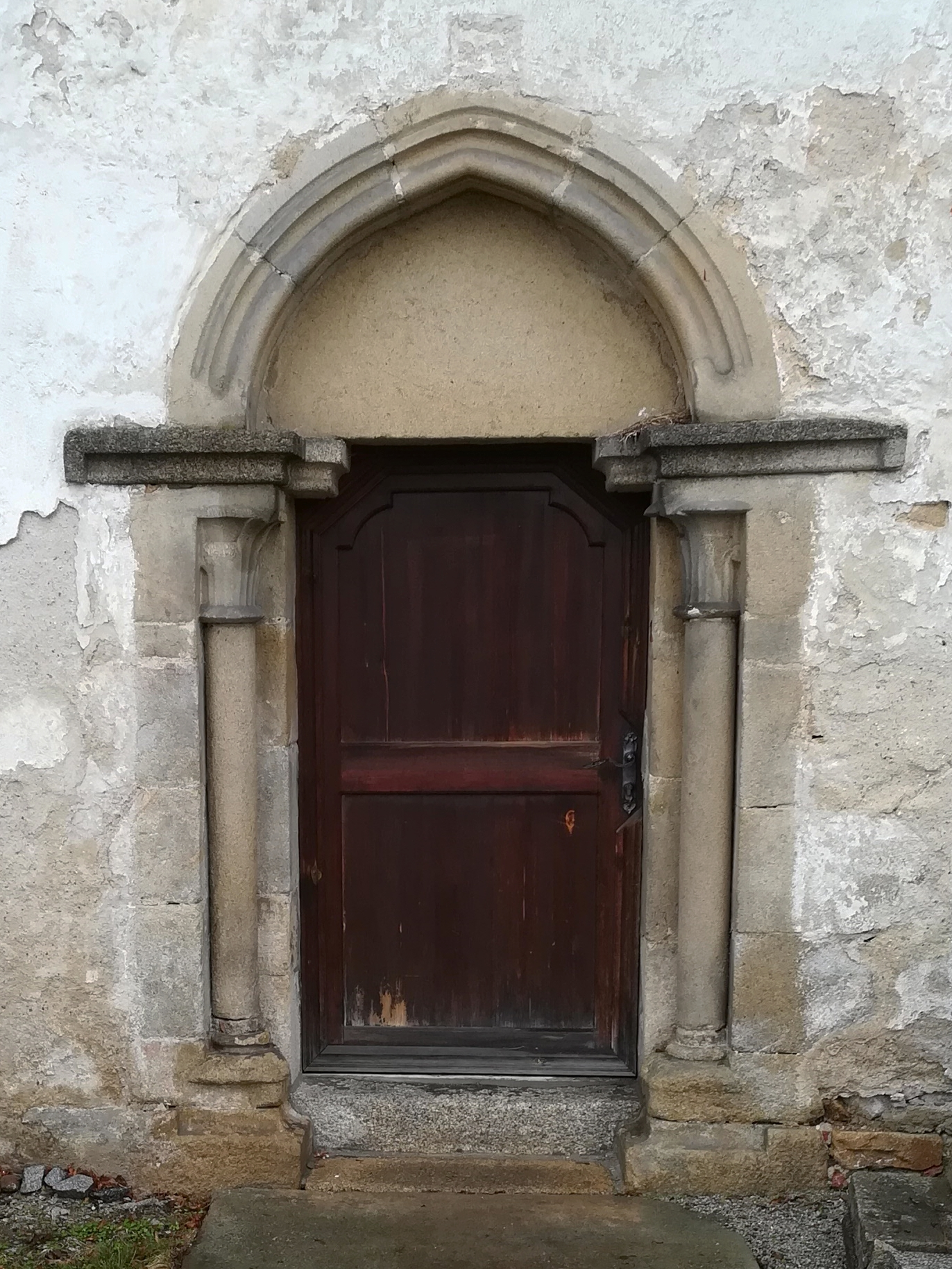
portál v jižní stěně lodi
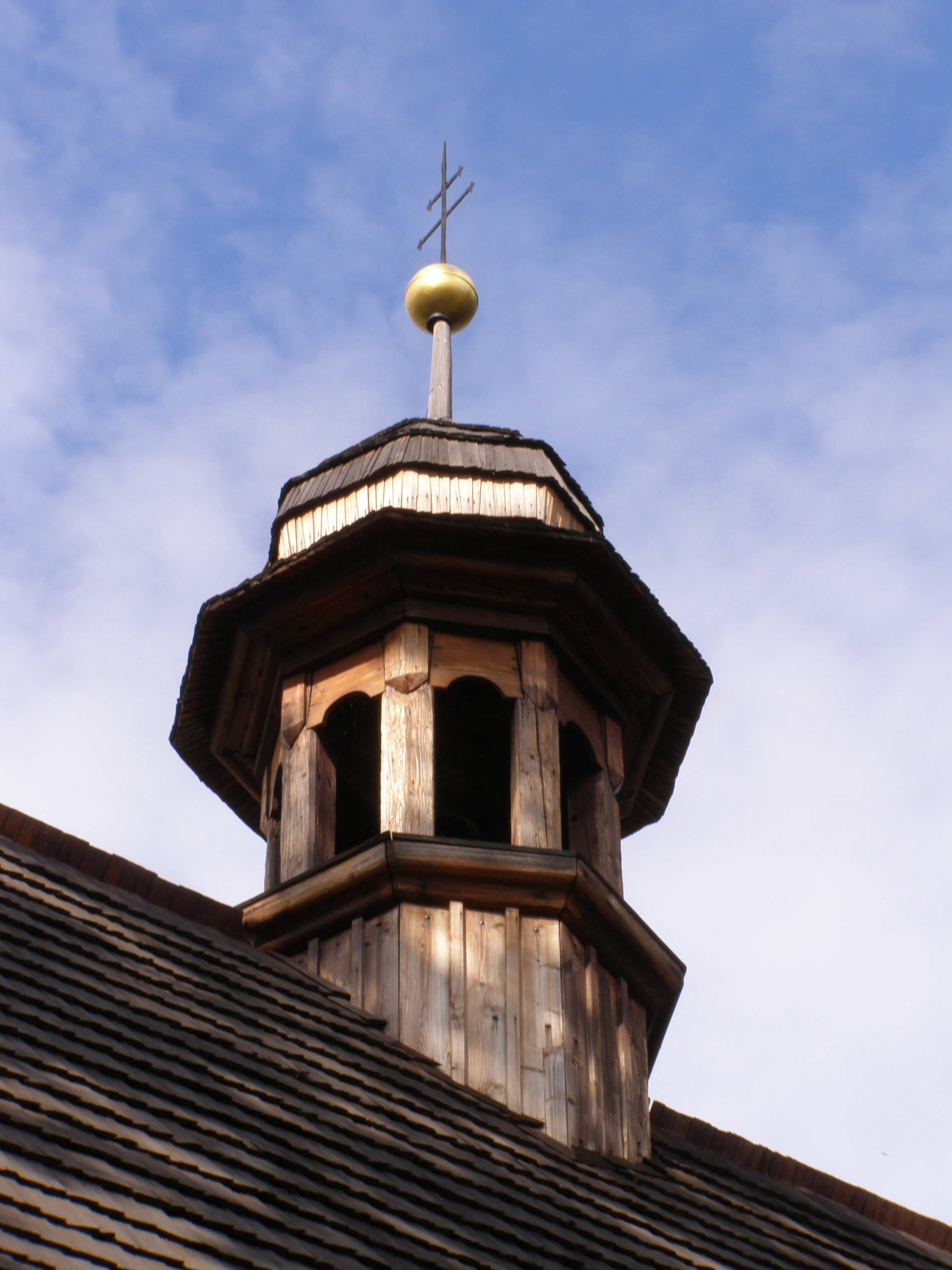
sanktusník
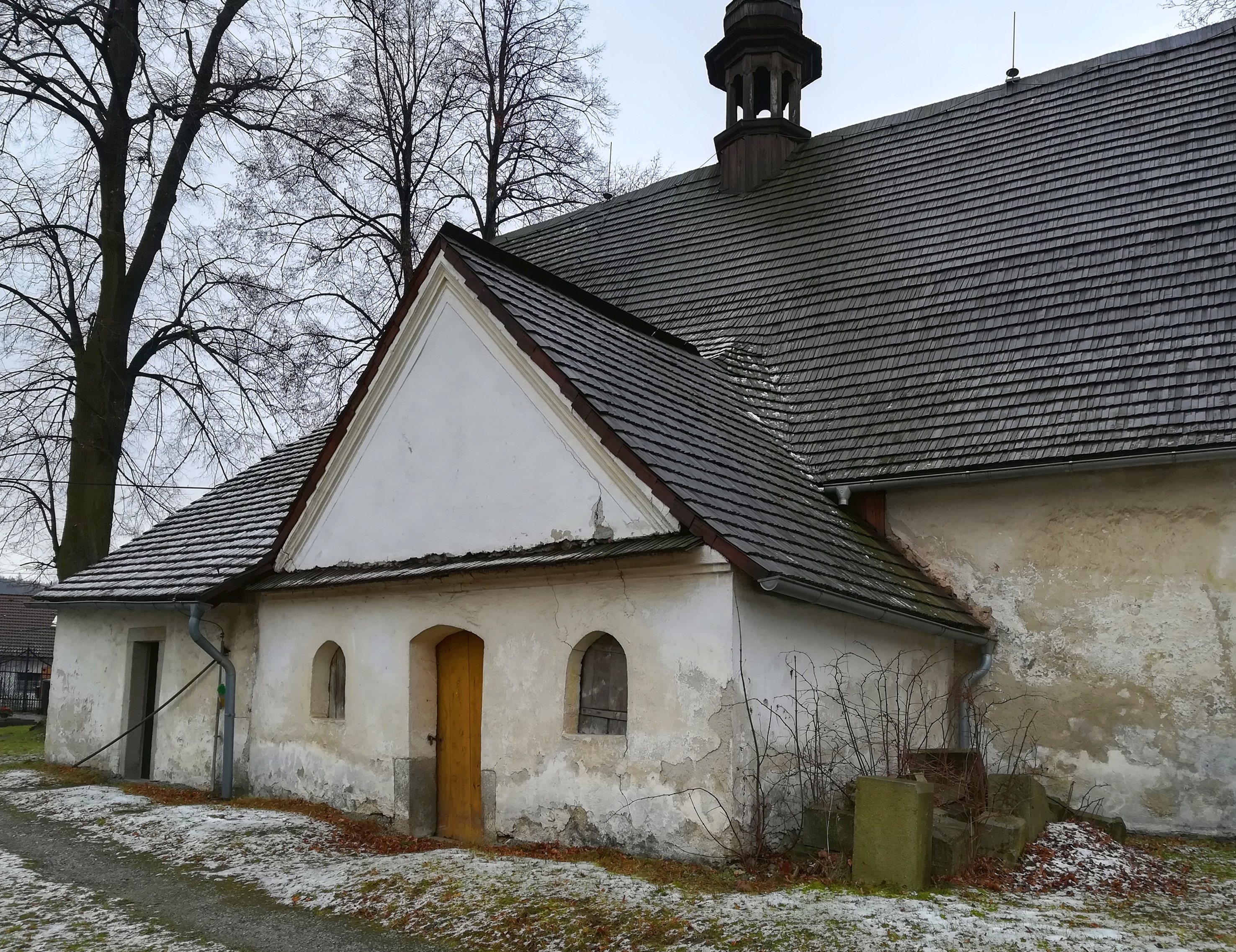
sakristie (vlevo) a skladiště